# Sincola (geslacht)
Sincola is een geslacht van weekdieren uit de klasse van de Gastropoda (slakken).

## Soorten
- Sincola dorsata (G. B. Sowerby I, 1832)
- Sincola gibberula (G. B. Sowerby I, 1832)
- Sincola sinuata (G. B. Sowerby III, 1875)